# Plaza Mayor (Vic)
La Plaza Mayor o Mercadal de Vic es una plaza porticada monumental en la parte más alta de la villa vieja, o Arriba de Vic.

## Descripción

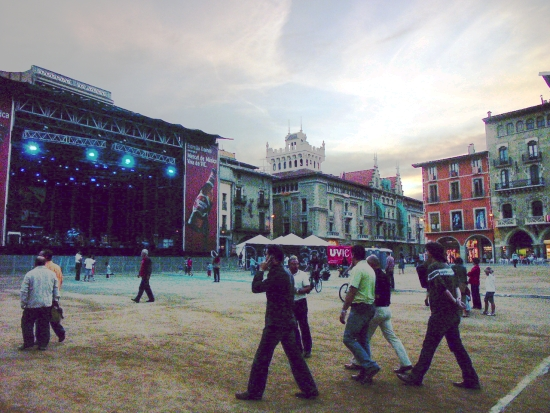
Mercado de Música Viva en la Plaza Mayor

Tiene forma cuadrada y es la más grande de la ciudad. A los cuatro lados, hay una serie de arcadas que hace toda la vuelta de la plaza. En medio hay un gran espacio abierto y sin pavimentar donde se celebra ferias, mercados y conciertos. En el lado sureste encontramos el ayuntamiento, un edificio gótico con campanario que data del año 1388 . En el lado suroeste encontramos la Casa Comella, un palacio modernista del siglo XIX. Es aquí que encontramos la entrada más grande en la plaza, la calle de Jacint Verdaguer. En la esquina noreste, hay una otra plaza con una estatua y un banco circular.
Otros edificios de interés a la plaza son: la Casa Costa, modernista del siglo XX, construida en 1906 por el maestro de obras Josep Ylla, es un edificio de planta baja y cuatro pisos que destaca por sus grandes dimensiones. Las composiciones escultóricas de los balcones de Pere Puntí y Terra del primer piso, representan los cuatro estamentos sociales de la época: el campesinado, la nobleza, la iglesia y los menestrales. la Casa Tolosa, barroca (siglo XVIII); la Casa Moixó barroca y renacentista (siglo XVI); la Casa Beuló, barroca y gótica (siglo XVI); y la Casa Cortina, modernista del XIX.

## Celebraciones en la plaza
Entre las muestras y mercados que se  hacen, destaca el Mercado del Ramo, el Vicantic, el Mercado de Música Viva, la Muestra Gastronómica y el Mercado Medieval. Los mercados semanales se celebran los martes y los sábados por la mañana.
El 17 de octubre de 2010 se  celebró la "Fiesta de los Lectores de Cavall Fort" para rendir homenaje a todos los dibujantes y escritores que han hecho posible la revista los últimos cuarenta y nueve años.
El 24 de octubre del mismo año  tuvo lugar la grabación del lip dub por la independencia, un acto popular y festivo concebido para apoyar a la causa de la independencia de Cataluña. Para conseguir proyección internacional, el propósito del acontecimiento también fue el de batir el récord mundial de participación en una acción popular de este tipo. Finalmente el lip dub fue aceptado oficialmente el 10 de noviembre por la World Records Academy.